# Strings (Unix)

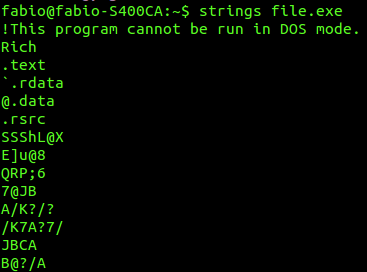
Comanda strings

Comanda UNIX strings găsește și tipărește pe ecran textul din fișierele binare. Poate fi folosit pe fișiere executabile, fișiere obiect, fișiere core dump etc.
Șirurile de text sunt recunoscute ca secvențe de cel puțin 4 caractere terminate cu un caracter null ('\0' similar cu limbajul C). În sistemele Linux, face parte din pachetul GNU binutils.

## Sintaxă
```
strings [opțiuni] fișiere
```

Dintre opțiunile cele mai des folosite amintim:
-n – tipărește șirurile mai lungi decât valoarea specificată, implicit valoarea este 4
-e – selectează codarea șirurilor, implicit valoarea este utf-8.

## Exemplu
Folosirea comenzii strings pentru a tipări șiruri de text mai mari de 8 caractere din BIOS:
```
# dd if=/dev/mem bs=1k skip=768 count=256 2>/dev/null | strings -n 8
```